# Nazionale maschile under 18 di pallacanestro di Hong Kong
La nazionale di pallacanestro hongkonghese Under-18 è una selezione giovanile della nazionale hongkonghese di pallacanestro, ed è rappresentata dai migliori giocatori di nazionalità hongkonghese di età non superiore ai 18 anni.
Partecipa a tutte le manifestazioni internazionali giovanili di pallacanestro per nazioni gestite dalla FIBA.

## Partecipazioni

### FIBA AsiaBasket Under-18
- 1974 - 7°
- 1977 - 12°
- 1978 - 10°
- 1980 - 13°
- 1982 - 11°

- 1986 - 6°
- 1989 - 16°
- 1990 - 8°
- 1992 - 8°
- 1995 - 13°

- 1996 - 11°
- 1998 - 10°
- 2000 - 6°
- 2002 - 12°
- 2004 - 6°

- 2006 - 16°
- 2008 - 12°
- 2012 - 13°
- 2014 - 11°